# Hyposidra apioleuca
Hyposidra apioleuca är en fjärilsart som beskrevs av Louis Beethoven Prout 1916. Hyposidra apioleuca ingår i släktet Hyposidra och familjen mätare. Inga underarter finns listade i Catalogue of Life.